# Kainsaz (meteorito)
El meteorito de Kainsaz es un meteorito condrítico que cayó sobre la Tierra en 1937 cerca de Kainsaz (Unión Soviética, actualmente Rusia). Con un peso de 200 kg, solo se han registrado dos caídas de meteoritos más masivos en Rusia, la del meteorito de Cheliábinsk en 2013 y la del meteorito de Boguslavka en 1916.

## Historia
El 13 de septiembre de 1937 se observó cerca de Kainsaz (Tartaristán) una bola de fuego que iba dejando tras de sí un rastro de polvo. Durante el vuelo, el meteorito se rompió en fragmentos tras una serie de detonaciones que se escucharon a una distancia de 130 km. Los diversos fragmentos cayeron sobre un área de 40 × 7 km, orientada SE-NO, cayendo la masa principal (de 102 kg) en el extremo NO, y la más pequeña (del tamaño de una nuez) cerca del pueblo de Kosteevo en el extremo SE.

## Composición y clasificación
El meteorito de Kainsaz es una condrita carbonácea muy poco alterada. Tiene una estructura claramente condrítica con numerosos cóndrulos e inclusiones incorporados en la matriz carbonácea de grano fino.
Algunos de los cóndrulos tienen forma de pequeñas gotas, estando formados por olivino u olivino-piroxeno granular o microporfirítico.
Además de estos dos tipos principales, también hay olivino barrado, piroxeno excentro-radial, olivino y piroxeno criptocristalinos así como sulfuros de metálicos.
El meteorito de Kainsaz es la condrita CO más masiva y, como tal, ha proporcionado material para diversos estudios.